# Dubravko Pavličić
Dubravko Pavličić (28. november 1967 - 4. april 2012) var en kroatisk fodboldspiller (midterforsvarer). 
Pavličić spillede 22 kampe for Kroatiens landshold i perioden 1992-1997. Han repræsenterede sit land ved EM 1996 i England, kroaternes første slutrundedeltagelse nogensinde, og spillede to af holdets fire kampe i turneringen.
På klubplan repræsenterede Pavličić blandt andet Dinamo Zagreb og HNK Rijeka i hjemlandet, samt Hércules i Spanien.
Pavličić døde af tarmkræft i 2012, i en alder af kun 44 år.